# 706 Гірундо
706 Гірундо (706 Hirundo) — астероїд головного поясу, відкритий 9 жовтня 1910 року.
Тіссеранів параметр щодо Юпітера — 3,283.